# Carl Wilhelm Samuel Aurivillius
Pour les articles homonymes, voir Aurivillius.
Carl Wilhelm Samuel Aurivillius est un zoologiste suédois, né le 31 août 1854 et mort le 16 décembre 1899.
Il travaille principalement sur le plancton et la taxinomie des crustacés. Son frère est l’entomologiste Per Olof Christopher Aurivillius (1853-1928) et l’oncle du zoologiste Sven Magnus Aurivillius (1892-1928).
On lui doit également quelques travaux sur des algues.

## Sources
- Anthony Musgrave (1932). Bibliography of Australian Entomology, 1775-1930, with biographical notes on authors and collectors, Royal Zoological Society of New South Wales (Sydney) : viii + 380.